# Ethulia
Ethulia es un género de plantas fanerógamas perteneciente a la familia de las asteráceas. Comprende 56 especies descritas y de estas, solo 17 aceptadas.

## Taxonomía
El género fue descrito por Carlos Linneo el Joven y publicado en Decas plantarum rariorum horti upsaliensis 1. 1762. La especie tipo es Ethulia conyzoides L.f.	

## Especies aceptadas
A continuación se brinda un listado de las especies del género Ethulia aceptadas hasta julio de 2012, ordenadas alfabéticamente. Para cada una se indica el nombre binomial seguido del autor, abreviado según las convenciones y usos.
- Ethulia acuminata M.G.Gilbert
- Ethulia angustifolia Bojer ex DC.
- Ethulia bicostata M.G.Gilbert
- Ethulia burundiensis M.G.Gilbert & C.Jeffrey
- Ethulia conyzoides L.f.
- Ethulia faulknerae C.Jeffrey
- Ethulia gracilis Delile
- Ethulia greenwayi M.G.Gilbert
- Ethulia luzonica M.G.Gilbert
- Ethulia megacephala Sch.Bip. ex Miq.
- Ethulia ngorongoroensis M.G.Gilbert
- Ethulia paucifructa M.G.Gilbert
- Ethulia rhizomata M.G.Gilbert
- Ethulia ruhudjiensis M.G.Gilbert
- Ethulia scheffleri S.Moore
- Ethulia triflora J.Kost.
- Ethulia vernonioides (Schweinf.) M.G.Gilbert